# Miguti
Miguti - Мигуты (rus) - és un khútor del krai de Krasnodar, a Rússia. Es troba a la vora del riu Miguta, a 14 km a l'est de Kanevskaia i a 124 km al nord de Krasnodar. Pertany a l'stanitsa de Starodereviànkovskaia.